# Првич (остров, Приморско-Горанская жупания)
Првич (хорв. Prvić) — остров в Хорватии, в Приморско-Горанской жупании. Расположен в заливе Кварнер.
Првич входит в состав Сеньского архипелага. На восток от него находится пролив, отделяющий Првич от материкового побережья, шириной около 4 км. Ближайший город на побережье — Сень. На северо-западе находится южная оконечность острова Крк с Башчанской бухтой и посёлком Башка, отделённая от Првича 800-метровым проливом Сеньска-Врата. На юг — два других острова Сеньского архипелага Свети-Гргур и Голи-Оток и за ними северная оконечность острова Раб.

## География
Площадь острова — 12,76 км², береговая длина — 23,12 км. Высшая точка острова — холм Шиповац, высотой 357 метров над уровнем моря. Првич вытянут с северо-запада на юго-восток, длина острова — 7,4 км.
На острове гнездится редкий вид птиц — белоголовый сип. Его колония на Првиче вторая по численности на Адриатике после колонии на Цресе. Также на Првиче произрастает 17 эндемичных видов растений. Остров охраняется как биологический заказник.

## Население
Постоянного населения на Првиче нет, он второй по величине из необитаемых островов Хорватии после Жута. С 1974 года, когда остров покинул последний постоянный обитатель, смотритель маяка «Стражница», по 2003 год Првич считался крупнейшим необитаемым островом страны, однако более точные измерения, предпринятые в 2003 году доказали, что площадь Жута на 2 км² больше площади Првича.

## Маяк на острове

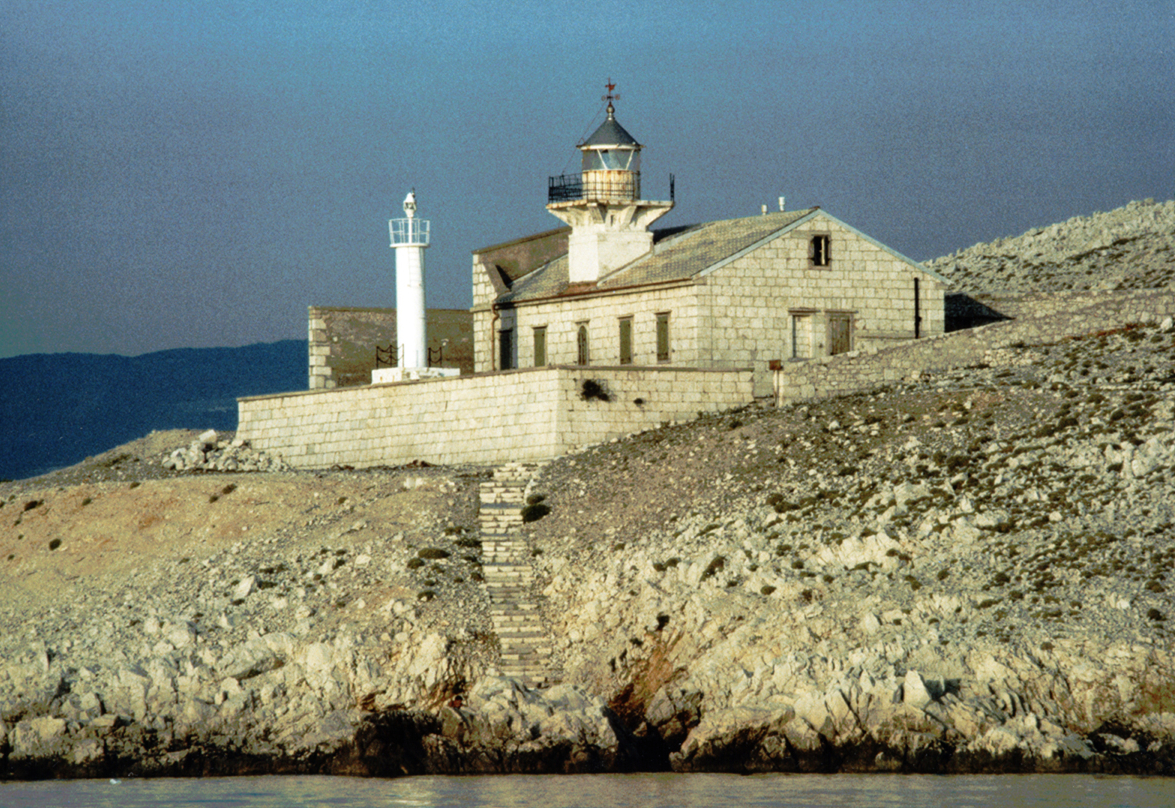
Маяк Стражница

На самой северной точке острова, мысе Брезоньин, возведён автоматический маяк под названием «Стражница». Маяк исключительно важен для ориентировки кораблей в проливе Сеньска-Врата по пути в Сень. Он был построен в 1875 году, состоит из небольшого дома и 5-метровой башни маяка. С момента основания до 1974 года маяк управлялся смотрителями, в 1974 году переведён в полностью автоматический режим. В 1993 году электропитание маяка было переведено с газогенераторной системы на экологически чистые солнечные батареи.